# Elmar Albrecht

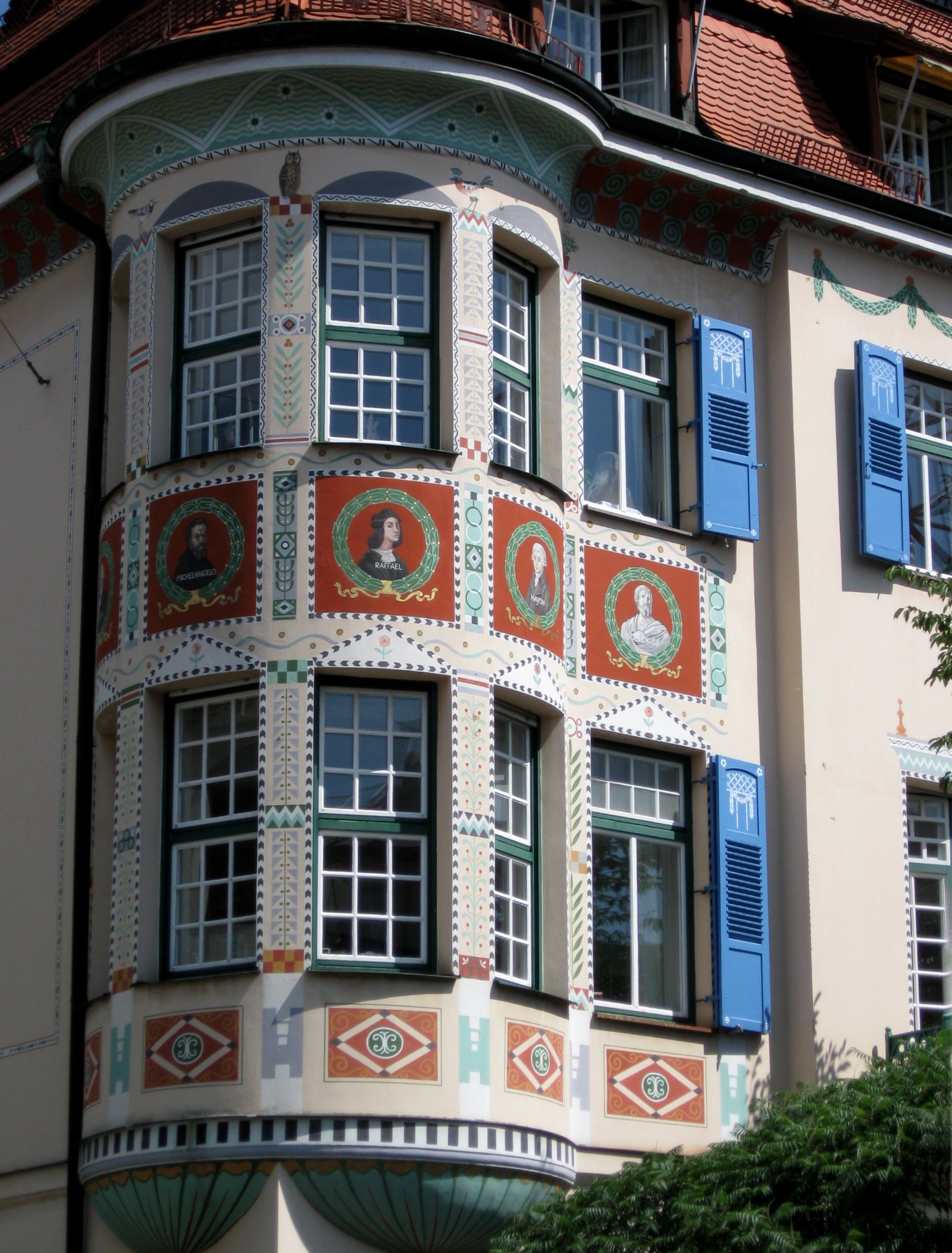
Georgenstraße 10, München: Die alten Motive und Farben der Fassade wurden von Elmar Albrecht in die Bemalungspläne aufgenommen, 1976

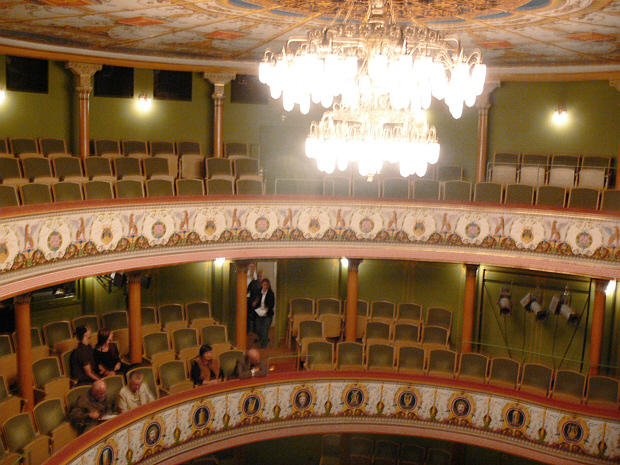
Wilhelma-Theater, Zuschauerraum

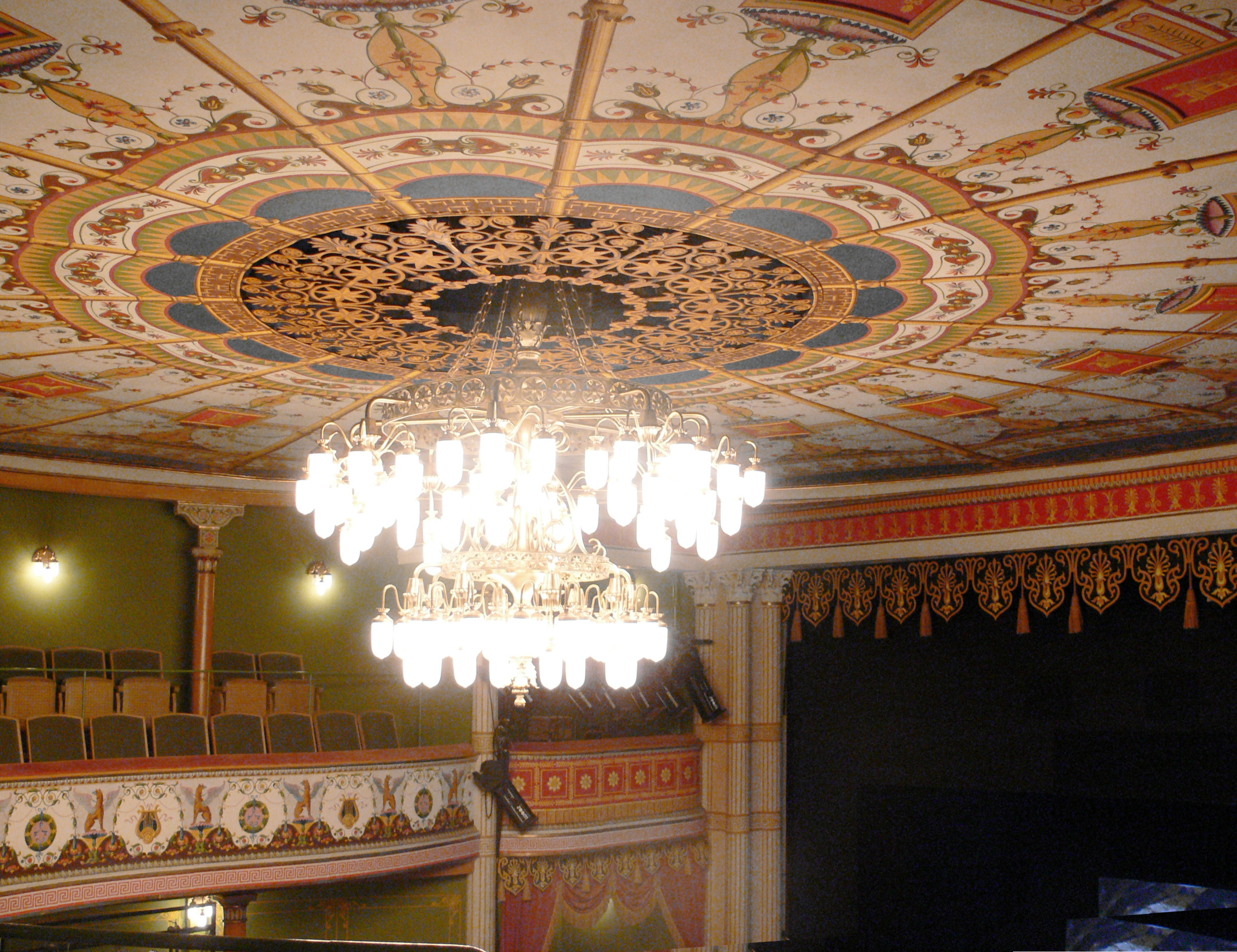
Wilhelma-Theater, Decke im Zuschauerraum

Elmar Albrecht (* 14. Mai 1915 in München; † 3. November 1997 ebenda) war ein deutscher Maler und Bühnenbildner.

## Leben
Nach einem Praktikum an der Bayerischen Staatsoper begann Elmar Albrecht ein Studium an der Münchener Akademie für angewandte Kunst in der Klasse angewandte Kunst für szenische und Kostümkunst von Emil Preetorius. Von 1938 bis 1939 war er Assistent des Ausstattungsleiters an der Bayerischen Staatsoper. Danach arbeitete er als erster Bühnenbildner an den Städtischen Bühnen Freiburg i. Br. Nach Kriegsende und Kriegsgefangenschaft arbeitete er seit 1948 als freischaffender Künstler und Bühnenbildner in München.
Elmar Albrecht hatte drei Kinder: Arwed Albrecht (* 1940, † 2017); Angèle Albrecht (* 1942, † 2000) und Gabriele Holm-Petersen (* 1944).

## Werk
Aus der Familientradition als Hof-Vergolder heraus verfügte Elmar Albrecht über Fähigkeiten, die er bei der Entwicklung seiner Bildtafeln aus dem Material der Vergoldermasse einsetzte. Die Reliefstrukturen wurden wahlweise mit Blattgold oder Blattsilber überzogen und anschließend verfremdet. Die Arbeiten seit 1948 sind in erster Linie der Stilrichtung des „Informel“ zuzuordnen, in deren Denkweise Elmar Albrecht verankert war.
Viele seiner Themen berufen sich auf die mythologische Welt des Altertums. In vielen Bildern sind Zitate und Anspielungen auf Formen der ägyptischen oder auch griechischen und römischen Antike.
Parallel dazu arbeitete Elmar Albrecht immer wieder als freier Bühnenbildner für verschiedene Produktionen. So entwarf er zum Beispiel für Heinrich von Kleists „Der zerbrochne Krug“ Bühnenbild und Kostüme, er gestaltete für Carl Orffs griechische Tragödie „Prometheus“ im Münchener Marionettentheater das Bühnenbild. Für das „Deutsche Theater München“ entwarf er das Bühnenbild für Schillers „Kabale und Liebe“ (1962)
Spezialisiert war er auf die Wiederherstellung alter Bemalungen in Theatern. So restaurierte er zum Beispiel die Decke des Zuschauerraums im Nationaltheater München, die Decke des Zuschauerraums im Münchener Staatstheater am Gärtnerplatz (1969), den „Gartensaal“ und das „Gelbe Foyer“ des Münchener Prinzregententheaters (1988) und die Decke und Rangdraperien des Koblenzer Stadttheaters. Beim Wilhelma-Theater Stuttgart, dem einzigen Theater Deutschlands in pompejianischer Ausmalung, hat er 1987 die Brüstungen und Proszeniumslogen restauriert. Die Nachgestaltung realisierte er aus aufgefundenen farbigen, allerdings unvollständigen, Entwurfszeichnungen Ludwig von Zanths sowie aus Vergleichen mit verwandten Bildprogrammen.
Im Lesesaal des Münchner Maximilianeums rekonstruierte Albrecht gemeinsam mit Klaus Staps im Jahr 1986 durch Schäden verlorengegangenene Wandgemälde: die Gemälde von Wilhelm III. von Oranien, Gustav I. Wasa von Schweden, Kardinal Richelieu und Herzog Sully. Da die originalen Fresken nicht mehr vorhanden waren, wurden sie durch Neuschöpfungen ersetzt, die sich in den Duktus der bestehenden Bilder einfügen.

## Ausstellungen
Elmar Albrechts Arbeiten wurden in zahlreichen Einzel- und Gruppenausstellungen in Deutschland, Belgien und der Schweiz gezeigt. 
- 1942: München, Große Deutsche Kunstausstellung[10]
- 1961: München, Galerie Deutscher Bücherbund, 20. April bis 18. Mai 1961
- 1965: Antwerpen, Kunstkamer
- 1966: Ascona, Galerie Schindler
- 1966: Brüssel, Galerie le Zodiaque[11]
- 1967: Bern, Galerie Schindler[12]
- 1968: Marburg, Galerie Heide Elmar Albrecht – Bildtafeln, 14. Dezember 1968 bis 15. Januar 1969
- 1970: Brüssel, Deutsche Bibliothek
- 1970: Minden, Galerie der Commerzbank
- 1972: Deurle, Musée de la fondation J. Dhondt-Dhaenens à Deurle, 17. September bis 15. Oktober 1972
- 1972: Puurs, Galerie der Continental Foods Werke
- 1973: Brüssel, Cultureel Centrum van Brüssel, 05.- 21. Januar 1973, présentation Geo SEMPELSS
- 1973: Kuurne, Galerij Estetika, 17. März bis 1. April 1973
- 1995: Germering, Stadthalle[13]
- 1995: München, Ostfoyer Prinzregententheater, Retrospektive 10. – 24. März 1995
- 2006: München, Galerie im Augustinum Illusion. Dekoration. Abstraktion..[14]

## Ehrungen
- 1991: Bundesverdienstkreuz am Bande[15]

## Fernsehreportagen
- Bericht zur Neugestaltung und Restaurierung des Maximilianeums, ARD, Bayerisches Fernsehen, Abendschau 1985
- Dötsch, Regina: Abendschau-Journal: Theatermaler E. Albrecht, Bayerisches Fernsehen, 6. September 1988 (Bericht zum 73. Geburtstag von Elmar Albrecht, insbesondere über die Neugestaltung des Gartensaals und Foyers im Prinzregententheater München)